# Орко (Савона)
Орко је насеље у Италији у округу Савона, региону Лигурија.
Према процени из 2011. у насељу је живело 62 становника. Насеље се налази на надморској висини од 370 м.